# شعيرة دموية
الشعيرات الدموية تتفرّعُ الشرايين داخل أنسجة الجسم وتنتهي بأوعية دقيقة تًسمى الشعيرات وتتكون الشعيرات من طبقة واحدة من الخلايا. فهي عبارة عن قنوات دقيقة جدًا، تشبه الشعر يتراوح قطرها ما بين 0.007 – 0.014 ملم، ويتراوح طول الشعيرة ما بين 0.5 – 1 ملم، ويتكون جدراها من طبقة خلوية واحدة، يبلغ عددها عشرة بلايين شعيرة، وطولها مجتمعة حوالي 80 ألف كلم. ومساحتها مجتمعة حوالي 500 متر مربع.
الشعيرات هي الأوعية الأصغر بين الأوعية الدموية في الجسم: تقوم هذه الشعيرات الدموية بتوصيل الدم بين الشرينات arterioles  والوريدات venules.
هذه الأوعية الشعرية تشكل المكان الذي يحدث فيه تبادل للعديد من المواد ضمن السائل الخلالي interstitial fluid المحيط بها ويعود الفضل في ذلك إلى كون جدرها تتكون من طبقة واحدة من الخلايا. هذه المواد المتبادلة تتضمن المواد التي تخرج من الشعيرات في قسمها القريب وتتضمن الماء، الأكسجين و السكر؛ والمواد التي تدخل إلى الشعيرات في قسمها البعيد تتضمن الماء، غاز ثاني أكسيد الكربون، حمض البول، حمض اللبن، البولة والكرياتينين. إن الأوعية الشعرية اللمفاوية تتصل مع الأوعية اللمفاوية الأكبر لتنزح السائل اللمفاوي المجمع في الدوران الشعري. لا يمكن للمواد الكبيرة الحجم مثل البروتينات في الحالة الطبيعية العبور من خلال جدر الأوعية الشعرية.
خلال المرحلة الباكرة للتطور الجنيني embryonic development  تتشكل أوعية شعرية جديدة من خلال عملية الخلق الوعائي vasculogenesis، وهي عملية تشكل الأوعية الدموية والتي تحدث عبر إنتاج جديد للخلايا البطانية والتي تشكل بعد ذلك الأنابيب الوعائية. إن مصطلح الاستحداث الوعائي angiogenesis يشير إلى تشكل أوعية شعرية جديدة من الأوعية الدموية الموجودة مسبقا والتي تقدم الخلايا البطانية التي تأخذ بالانقسام.
الاوعية الدقيقة توفر اتصال مباشر بين الشرايين والأوردة ولها دور هام في تدفق الدم للانسجة. القطر الداخلي للشعيرة الدموية (8) ميكرومتر ولكريات الدم الحمراء القدرة على الانثناء لتستطيع المرور خلال هذا الحيز الضيق. وهناك حلقات من العضلات الملساء في بداية الشعرية الدموية وهي المسؤولة عن تنظيم تدفق الدم في الشعيرات الدموية وبالتالي السيطرة على تدفق الدم خلال الأنسجة.

## علم الأنسجة

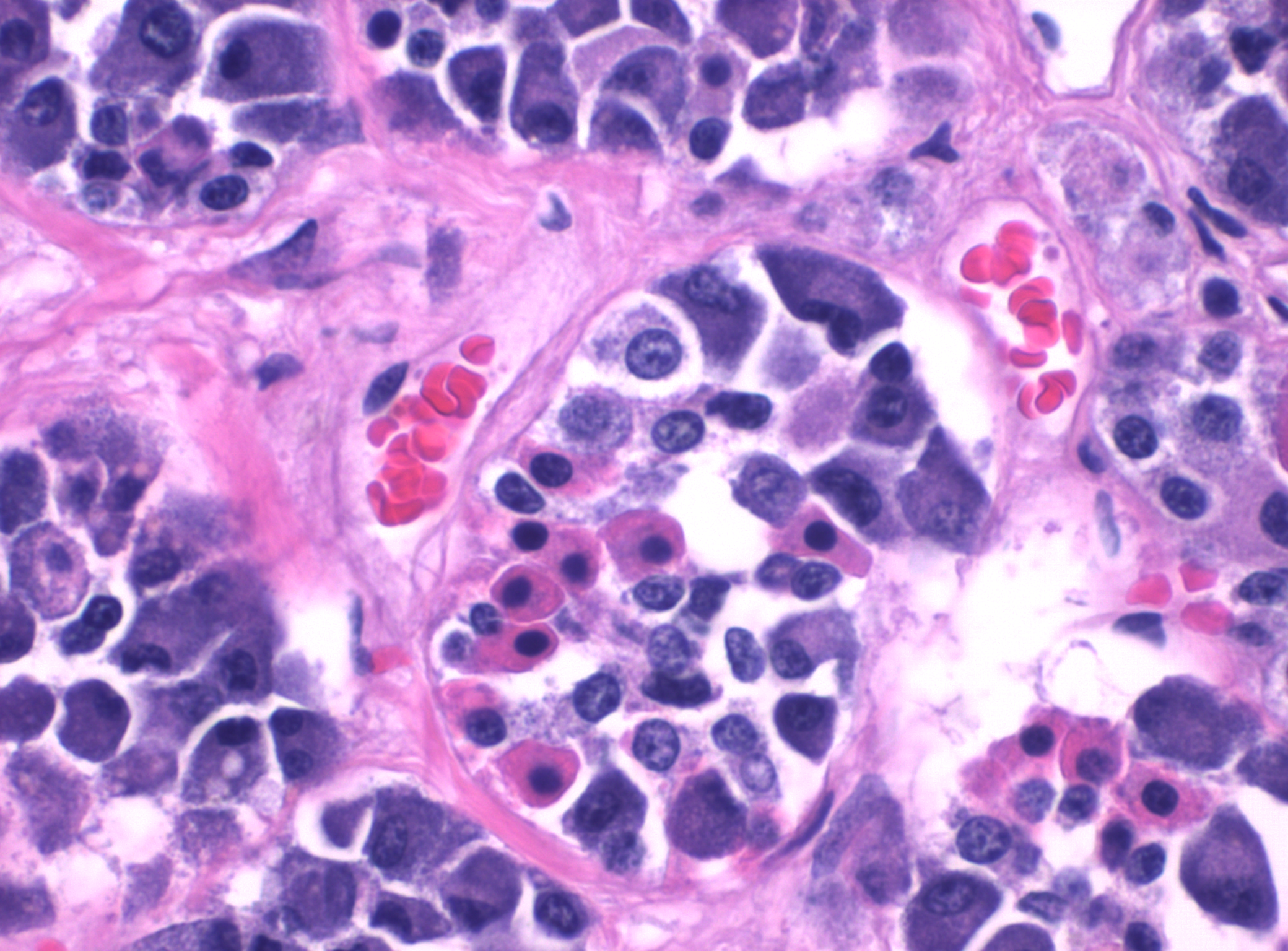
صورة مجهرية للغدة النخامية الأمامية

يتدفق الدم من القلب إلى الشرايين، والتي تتفرع وتضيق لتكون الشعيرات الدموية. بعد أن يتم تغذية النسيج بالدم، تتجمع الشعيرات الدموية وتتسع نتيجة اجتماعها لتشكل الأوردة الصغيرة وهذه الأوردة بدورها تجتمع لتشكل أوردة أكبر والتي تعيد الدم إلى القلب عبر الوريد الأجوف العلوي والوريد الأجوف السفلي.
تتشابك الشعيرات الدموية لتكون شبكة مهمتها تغذية النسيج وكلما زاد نشاط النسيج كلما زادات واتسعت رقعة الشبكة الشعرية المغذية له. و تتكون الشبكة الشعرية من نوعين من الاوعية : النوع الأول الأوعية الشعرية الحقيقية true capillaries وهي المسؤولة عن تبادل المواد بين الأنسجة والدم ضمن الأوعية الشعرية، والنوع الثاني هو الجيوب الوريدية sinusoids وهي نمط من الأوعية الشعرية ذات الثقب المفتوح الموجود في الكبد liver، نقي العظم bone marrow، الغدة النخامية الأمامية anterior pituitary gland وحول الأعضاء حول البطينية في الدماغ circumventricular organs. إن الأوعية الشعرية والجيوب الوريدية هي أوعية قصيرة وتتصل بشكل مباشر مع الشرينات والوريدات في الطرفين المتقابلين للسرير الشعري.

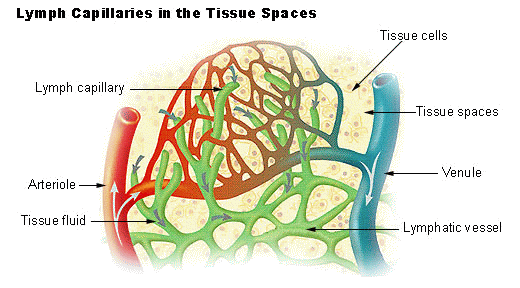
الأوعية الشعرية اللمفاوية

إن الأوعية الشعرية اللمفاوية Lymphatic capillaries هي ذات قطر أكبر بشكل خفيف من الأوعية الشعرية الدموية، وتتميز بأنها ذات نهايات مغلقة (بعكس الأوعية الشعرية الدموية ذات النهايتين المفتوحتين واحدة باتجاه الشرينات وواحدة باتجاه الوريدات). إن هذه البنية تسمح للسائل الخلالي بالجريان إلى داخل الأوعية الشعرية اللمفية ولكن ليس إلى خارجها. إن الأوعية الشعرية اللمفاوية تمتلك ضغطا تناضحيا داخليا  internal oncotic pressure أعلى مما تمتلكه الأوعية الشعرية الدموية، والذي يكون ناجما عن التركيز الأكبر لبروتينات البلازما plasma proteins  في اللمف  lymph.

### أنواع الأوعية الشعرية الدموية
هناك ثلاثة أنواع من الشعيرات الدموية
أولا: الأوعية الشعرية المتواصلة Continuous capillaries :
وهي أوعية شعرية تؤمن فيها الخلايا البطانية اتصالا مستمرا مع بعضها البعض بشكل غير متقطع مما يسمح فقط للجزيئات molecules الصغيرة مثل الماء water والشوارد ions بالعبور من خلال الشقوق بين خلاياها intercellular clefts.
إن الجزيئات المنحلة بالشحم  Lipid-soluble molecules  يمكنها الانتشار بشكل منفعل passively diffuse عبر الأغشية الخلوية للخلايا البطانية حسب ممال تركيز المكونات  concentration gradients.
إن الأوعية الشعرية المتواصلة Continuous capillaries يمكن تقسيمها إلى مجموعتين فرعيتين:
1. تلك التي تحتوي على عدد هائل من حويصلات النقل transport vesicles ، والتي توجد بشكل أساسي في العضلات الهيكلية skeletal muscles، الأصابع، الأقناد gonads والجلد.
2. تلك التي تحتوي على عدد قليل جدا من حويصلات النقل transport vesicles ، والتي توجد بشكل رئيسي في الجهاز العصبي المركزي. هذه الأوعية الشعرية هي البنية الرئيسية المؤلفة للحاجز الدماغي الدموي.
ونوع آخر بعدد أقل من حويصلات النقل ويوجد في الجهاز العصبي المركزي central nervous system. ومثال عليها الشعيرات الدموية المكونة للحاجز الدموي الدماغي blood–brain barrier.

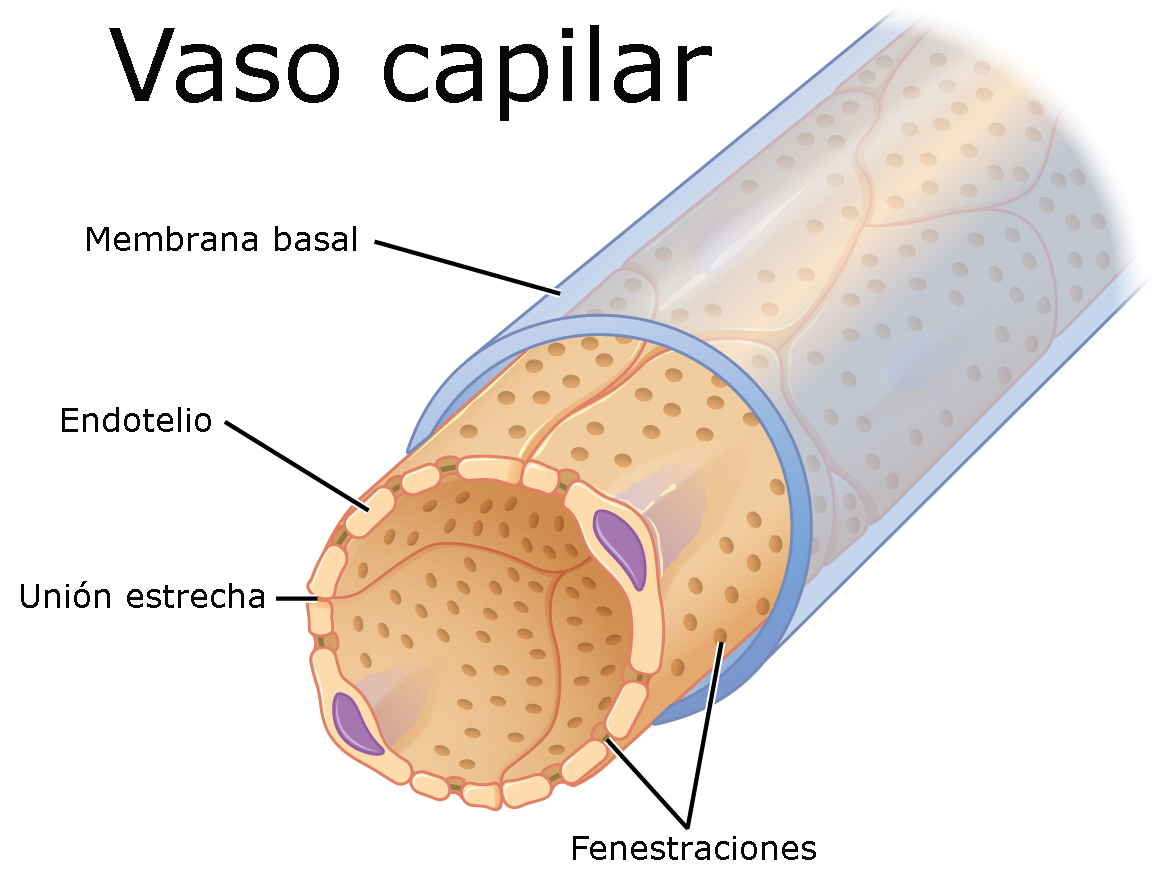
الأوعية الشعرية النافذية Fenestrated capillaries

ثانيا: الاوعية الشعرية النافذية Fenestrated capillaries :

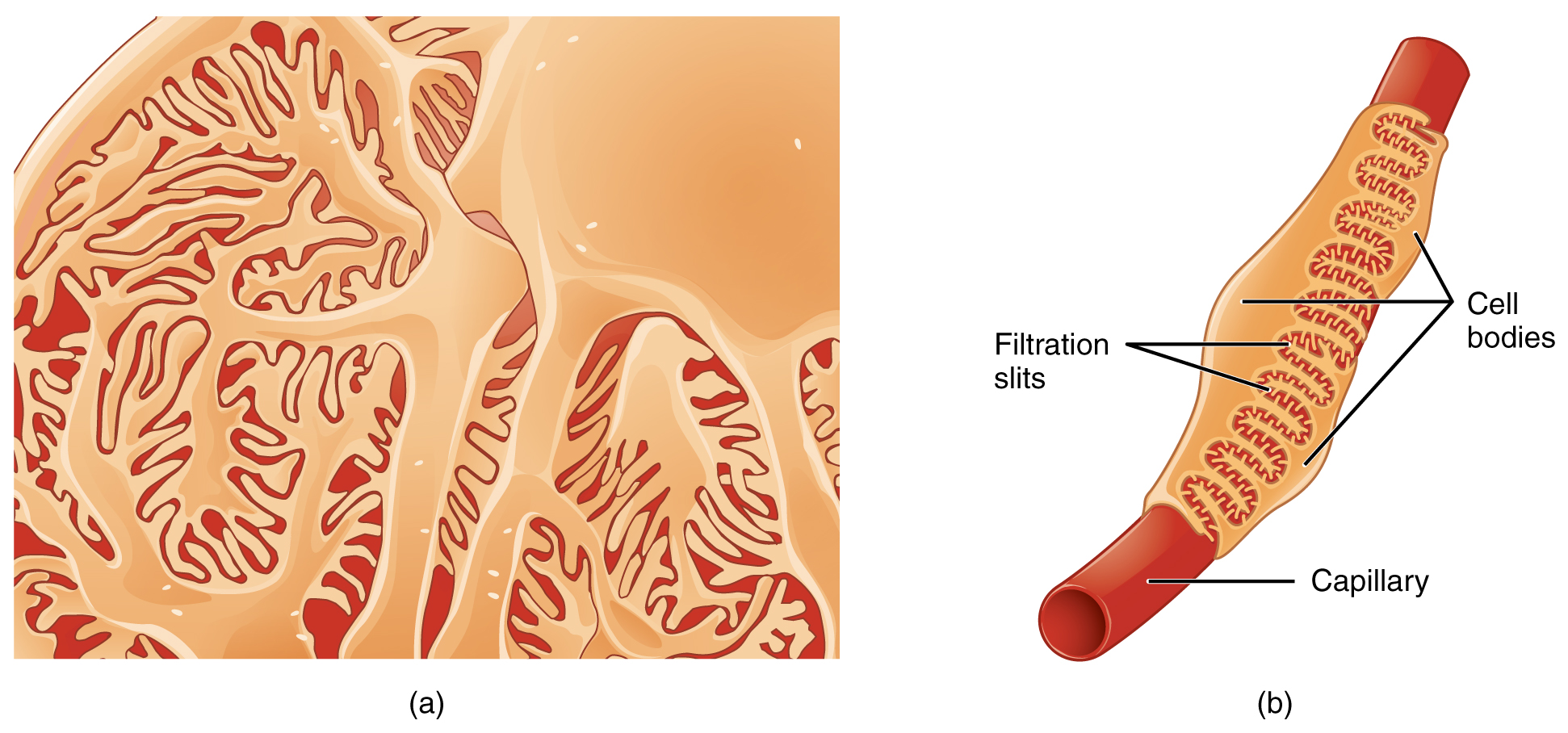
الخلايا القدمية podocyte في الكلية

وهي أوعية شعرية تمتلك ثقوبا في الخلايا البطانية تعرف بالنوافذ fenestrae  (من الكلمة اللاتينية للنافذة Latin for "windows"  ) وهذه النوافذ تكون بقطر 60 – 80 نانومتر. تمتد هذه الثقوب بشكل حجاب من الخبوط الموجهة شعاعيا مما يسمح للجزيئات الصغيرة ولكمية محدودة من البروتين بالانتشار عبرها. في الكبب الكلوية renal glomerulus توجد خلايا بطانية بدون حجابات تدعى الخلايا القدمية podocyte  والتي تحتوي على نواتئ قدمية foot processes أو سويقات pedicels والتي تمتلك ثقوبا ذات وظيفة مماثلة للحجاب diaphragm في الأوعية الشعرية النافذية.
إن كلا من هذين النمطين من الأوعية الشعرية يمتلكان صفيحة قاعدية مستمرة وتتوضع بشكل أساسي في الغدد الصماء، الأمعاء، البنكرياس والكبيبات الكلوية.
ثالثا: الأوعية الشعرية جيبية الشكل Sinusoidal capillaries أو الأوعية الشعرية المتقطعة discontinuous capillaries :
هي نموذج خاص من الشعريات ذات الثقب المفتوح open-pore capillary ، والتي تعرف أيضا بأشباه الجيوب أو جيبية الشكل sinusoid ، والتي تمتلك أقطارا أعرض تصل بين 30 – 40 ميكرومتر، وفتحات أعرض في الخلايا البطانية. إن الاوعية الشعرية النافذية Fenestrated capillaries تمتلك حجابات تغطي الثقوب في حين أن الاوعية الشعرية جيبية الشكل تفتقر إلى الحجاب diaphragm وتمتلك فقط ثقبا مفتوحا. إن هذه الأنماط من الأوعية الدموية تسمح لكريات الدم البيضاء white blood cells وكريات الدم الحمراء red blood cells (التي تتراوح أقطارها بين 7.5 – 25 ميكرومتر) وبروتينات مصل الدم المختلفة بالعبور، الذي يكون أسهل بوجود الصفيحة القاعدية المتقطعة discontinuous basal lamina.
إن هذه الأوعية الشعرية المتقطعة تفتقر إلى حويصلات الالتقام pinocytotic vesicles,، ونتيجة لذلك تسهل الفجوات الموجودة في أمكنة اتصال الخلايا cell junctions  السماح بالنقل بين الخلايا البطانية، وبالتالي عبر الغشاء. إن أشباه الجيوب Sinusoids  هي مساحات فضائية غير منتظمة مملوءة بالدم وتوجد بشكل أساسي في الكبد liver، نقي العظام bone marrow، الطحال spleen والأعضاء حول الجهاز البطيني في الدماغ brain circumventricular organs.

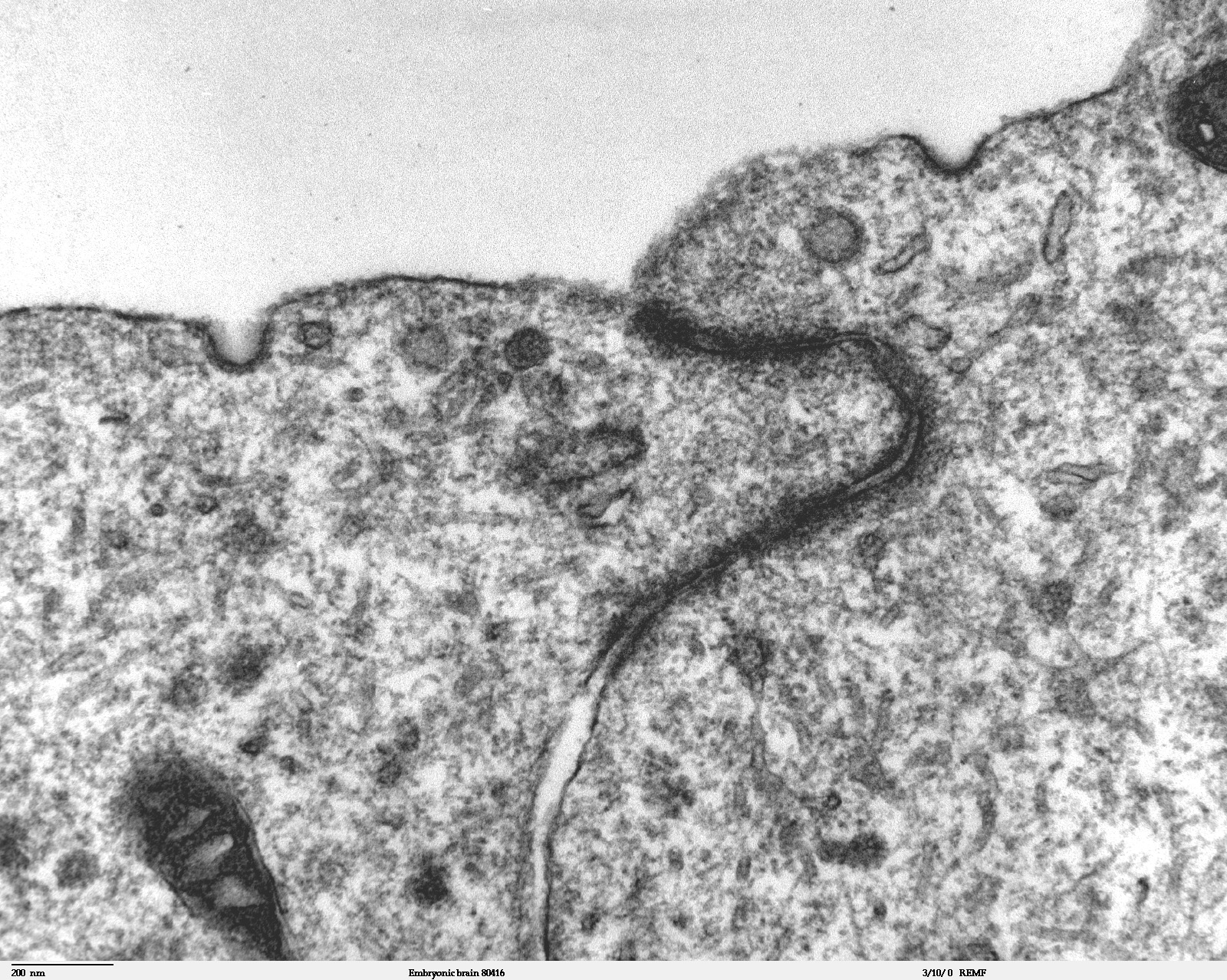
حويصلات الالتقام pinocytotic vesicles

## الوظيفة
يلعب جدار الشعيرة الدموية دورا وظيفيا هاما من الخلال السماح للغذيات nutrients  ومواد الفضلات waste substances  بالمرور عبرها. إن الجزيئات التي تكون أكبر من 3 نانومتر في قطرها مثل الألبومين albumin والبروتينات الكبيرة الأخرى تعبر بواسطة النقل عبر الخلوي transcellular transport  محمولة داخل الحويصلات vesicles، وهي عملية تتطلب من هذه الجزيئات الذهاب عبر الخلايا التي تشكل جدار الوعاء الشعري. إن الجزيئات الأصغر من 3 نانومتر مثل الماء والغازات تعبر جدار الشعيرة الدموية capillary wall  عبر المسافة بين الخلايا في عملية تعرف بالنقل جانب الخلوي paracellular transport.
إن آليات النقل هذه تسمح بالتبادل ثنائي الاتجاه للمواد اعتمادا على الممال التناضحي osmotic gradients ويمكن تقديره كميا بشكل أفضل باستخدام قانون ستارلينغ Starling equation. إن الشعيرات الدموية التي تشكل جزء من الحاجز الدماغي الدموي blood–brain barrier تسمح على كل حال بالنقل عبر الخلايا حيث أن نقاط الاتصال القوية tight junctions بين الخلايا البطانية تحكم إغلاق المسافة جانب الخلايا.

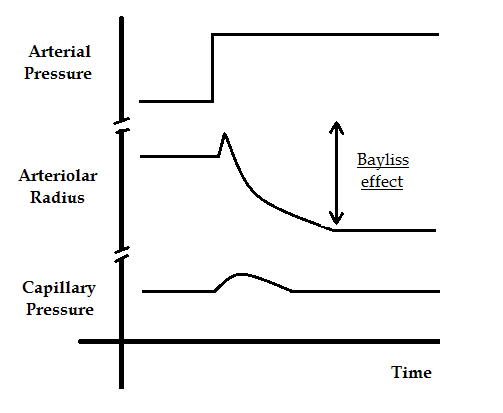
تأثير بايليس Bayliss effect

إن السرير الشعري يمكن تضبط تدفق الدم ضمنها عبر التنظيم الذاتي autoregulation. إن هذه الآلية تسمح للعضو بالمحافظة على جريان ثابت رغم التبدلات في ضغط الدم المركزي. إن هذا الأمر يتم تحقيقه من خلال الاستجابة عضلية المنشأ myogenic response، وفي الكلية kidney بواسطة التغذية الراجعة الأنبوبية الكبية tubuloglomerular feedback. عندما يزداد الضغط الدموي، فإن الشرينات تتمطط ومن ثم بشكل لاحق تتقلص (ظاهرة تعرف بتأثير بايليس Bayliss effect ) لمواجهة الميل المتزايد للضغط العالي لزيادة الجريان الدموي.
إن الشعريات الدموية في الرئتين قد تكيفت لتلبية الاحتياجات المتزايدة الضرورية لجريان الدم خلال الجهد. عندما يزداد معدل ضربات القلب يجب أن تمر كمية أكبر من الدم عبر الرئتين، إن الأوعية الشعرية تتمدد لتؤمن حجم أكبر لاستيعاب جريان الدم المتزايد. هذا الامر يسمح بزيادة جريان الدم في نفس الوقت الذي تنخفض فيه المقاومة.
إن نفوذية الأوعية الشعرية Capillary permeability يمكن أن تزداد من خلال إطلاق السيتوكينات cytokines والمود المسببة للتأق anaphylatoxins أو الوسائط mediators  الأخرى (مثل اللوكوتريين leukotrienes، البروستاغلاندين prostaglandins، الهيسامين histamine، البراديكينين bradykinin، الخ ) المتأثرة بشكل كبير بالجهاز المناعي the immune system.
إن قانون ستارلينغStarling equation  يحدد القوى عبر الغشاء نصف النفوذ semipermeable membrane ويسمح بحساب الجريان الصافي:
قانون ستارلينغ:
Jv = Kf (Pc – Pi) – σ (πc – πi)
حيث أن:
(Pc – Pi) – σ (πc – πi) هي القوة الدافعة الصافية
Kf    ثابت التناسب
Jv    حركة السوائل الصافية بين الحجرتين
وفقا للاتفاق تعرف القوة الخارجية على أنها إيجابية وتعرف القوة الداخلية بإنها سلبية. يعرف حل المعادلة بالترشيح الصافي أو حركة السوائل الصافية (Jv). إذا كان إيجابيا، السائل سوف يميل للخروج من الوعاء الشعري (ارتشاح filtration). إذا كان سلبيا، السائل سوف يميل للدخول إلى الوعاء الشعري (امتصاص absorption). إن هذه المعالة لها عدد من التطبيقات الفيزيولوجية المهمة، خاصة عندما تبدل الحدثيات الإمراضية بشكل كبير واحد أو أكثر من المتغيرات variables.
المتغيرات variables في معادلة ستارلينغ Starling equation
تبعا لقانوق ستارلينغن تعتمد حركة السوائل على ست متغيرات:
1. الضغط الهيدروستاتيكي الشعري ( Pc )
2. الضغط الهيدروستاتيكي الخلالي ( Pi )
3. الضغط التناضحي الشعري ( πc )
4. الضغط التناضحي الخلالي ( πi )
5. معامل الترشيح ( Kf )
6. معامل الانعكاس ( σ )

## الأهمية السريرية

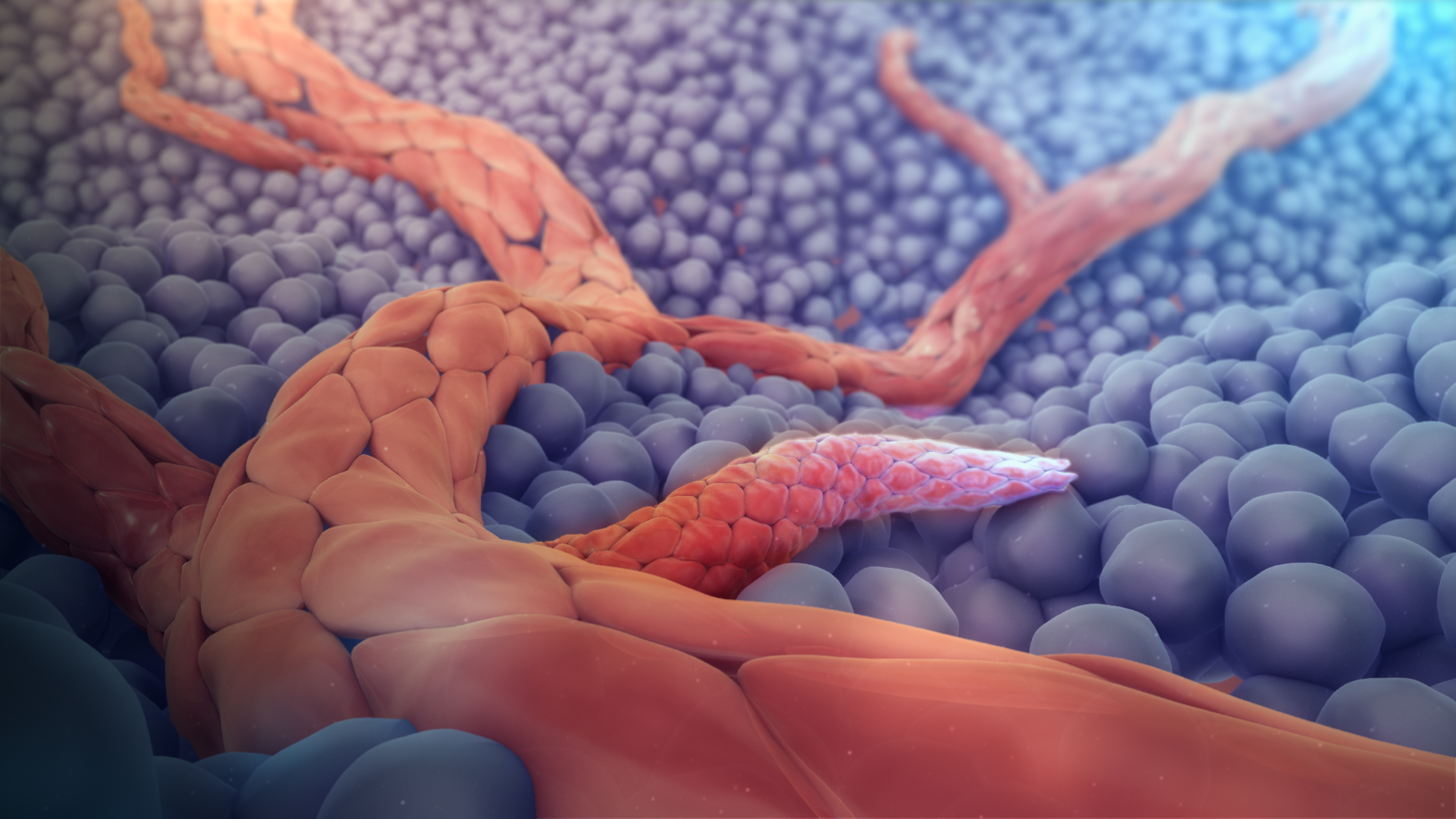
الاستحداث الوعائي الجديد angiogenesis

إن اضطرابات تشكل الأوعية الشعرية كخلل تطوري أو اضطراب مكتسب هو مظهر في العديد من الاضطرابات الخطيرة والشائعة. من بين الطيف الواسع للعوامل الخلوية والسيتوكينات، وقضايا التعبيرات الجينية والفعالية الحيوية للنمو الوعائية وعامل النفوذية يبدو أن عامل نمو البطانة الوعائية vascular endothelial growth factor (VEGF) يلعب دورا كبيرا في العديد من الاضطرابات. إن العوامل الخلوية تتضمن الانخفاض في عدد ووظيفة الخلايا المولدة للبطانة المشتقة من نقي العظم bone-marrow derived endothelial progenitor cells. ونقص قدرة هذه الخلايا على تشكيل الأوعية الدموية.

الاستحداث الوعائي الجديد angiogenesis في الأورام

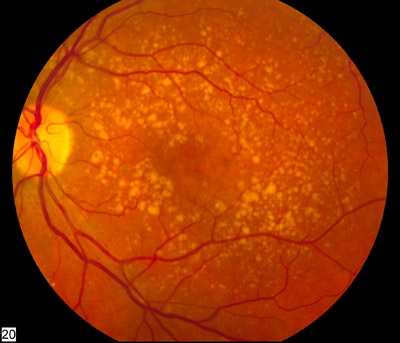
التنكس البقعي المتعلق بالعمر

إن تشكيل أوعية شعرية إضافية وأوعية دموية أكبر (عملية الاستحداث الوعائي الجديد angiogenesis) هي آلية كبيرة والتي من خلالها يمكن للسرطان أن يساعد نفسه في تعزيز نموه. إن اضطرابات الأوعية الشعرية الشبكية تساهم في إمراضية التنكس البقعي المتعلق بالعمر age-related macular degeneration.
انخفاض كثافة الشعيرات الدموية Reduced capillary density (خلخلة الشعيرات الدموية capillary rarefaction) يحدث بالترافق مع عوامل الخطر القلبية الوعائية ولدى المرضى المصابين بأمراض القلب التاجية.

## العلاجيات
إن الأمراض الرئيسية في تشكل الاوعية الشعرية يمكن أن تتضمن حالات طبية يحدث فيها تشكل مفرط أو غير طبيعي للأوعية الشعرية مثل حالات السرطان والاضطرابات المؤذية للنظر؛ وحالات طبية يحدث فيها نقص في تشكل الأوعية الشعرية لأسباب إما عائلية أو وراثية المنشأ، أو كمشكلة مكتسبة.
لدى المرضى الذين لديهم اضطراب شبكية العين، التنكس البقعي الناجم عن تشكل الأوعية الجديدة والمتعلق بالعمر، المعالجة الموضعية بمضادات عامل نمو البطانة الوعائية vascular endothelial growth factor (VEGF) لتحديد الفعالية البيولوجية لعامل نمو البطانة الوعائية قد أظهر أنه يحمي النظر لدى هؤلاء المرضى من خلال تحديد تقدم نمو الأوعية الأوعية الجديدة. في طيف واسع من السرطانات، قد تم دراسة المقاربات العلاجية، أو أنها قيد التطوير، والتي تهدف إلى إنقاص نمو الورم من خلال إنقاص الاستحداث الوعائي angiogenesis.

## عينات الدم
إن عينات الدم الشعري يمكن أن تستخدم لإجراء الاختبارات الطبية، على سبيل المثال اختبار السكر المجرى لمراقبة سكر الدم، اختبار الخضاب، pH واللاكتات.
إن عينة الدم الشعري يمكن الحصول عليها من خلال إجراء جرح طعني صغير في الجلد باستخدام حربة طبية صغيرة، ثم يتم بعد ذلك جمع العينة الدموية الشعرية وإجراء الاختبار إما على شريط الاختبار أو أنبوب اختبار صغير.

## التاريخ

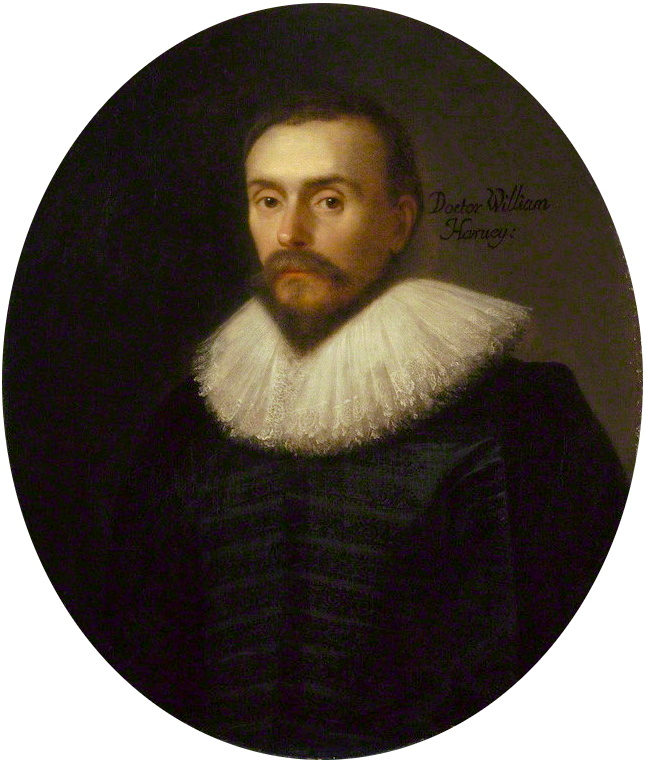
ويليم هارفي

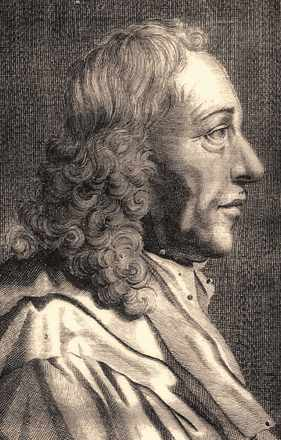
مارسيلو مالبيغي

على النقيض من المفهوم الشائع، وليم هارفي William Harvey لم يتبأ بشكل صريح بوجود الشعيرات الدموية، لكنه رأى بشكل واضح الحاجة إلى وجود نوع من الاتصال بين الجهاز الشرياني والجهاز الوريدي. في عام 1653، كتب ويليم هارفي «يدخل الدم إلى كل عضو من خلال الشرايين، ويعود من خلال الأوردة، وإن الأوردة هي الأوعية والطرق التي يتم من خلالها إرجاع الدم إلى القلب نفسه، وإن الدم في الأعضاء والأطراف يمر حقا من الشرايين إلى الأوردة (إما مباشرة عبر مفاغرات، أو مباشرة عبر مواقع ذات ثقوب في اللحم، أو كلا الطريقين) كما كان يفعل سابقا في القلب والصدر خارج الأوردة، إلى داخل الشرايين...». كان مارسيلو مالبيغي Marcello Malpighi هو أول من لاحظ ووصف بشكل مباشر وصحيح الأوعية الشعرية، وبالتالي هو الذي اكتشف الأوعية الشعرية في رئة ضفدع في عام 1661 أي بعد ثمانية سنوات من كتابة وليم هارفي William Harvey.